# Ivar Breitenmoser
Ivar Pirmin Anton Breitenmoser (geboren 2. Mai 1951 in Näfels; gestorben 1. April 2014 in Zürich; heimatberechtigt in Bütschwil) war ein Schweizer Künstler.

## Leben
Ivar Breitenmoser studierte Geschichte und Germanistik an der Universität Zürich und schloss bei Peter von Matt ab. Anschliessend arbeitete er als Gymnasiallehrer. 1996 veranstaltete er in Zürich seine erste lyrische Plakataktion, wobei er mit Zzart den letzten Eintrag in Zürichs Telefonbuch verwandte. In Poesieclips, die auch im Fernsehen gezeigt wurden, und weiteren Plakataktionen der konkreten Poesie inszenierte er in den Folgejahren weitere Sprachbilder und Sprachklänge, so im Jahr 2002 mit Schweigz? seinen Kommentar zur Debatte um den Schweizer UN-Beitritt.

## Werke (Auswahl)
- Bertolt Brechts Äusserungen zur Lyrik: Grundlegung zu einer historisch-materialistischen Lyrik-Theorie. Zürich 1980 (Lizenziatsarbeit, Universität Zürich, 1981).
- (Mhrsg.) Aargauer Kurzgeschichten. Tele Columbus, Baden 1991.
- (Mhrsg.) Wege 7. Gesänge für Bariton und Klavier nach Texten von Geerk, Zoderer, Meienberg, Heise, Kaiser, Breitenmoser, Stelling: Op. 61  von Martin Wendel. 1994.
- Zürich tanzt Bolero: Gedichte orchestrieren eine Stadt. Arche, Zürich/Hamburg 1998.

## Vertonungen
- Maria Porten: lebelight 2001/2002, nach Gedichten aus: Zürich tanzt Bolero: Gedichte orchestrieren eine Stadt.[5]